# Пострање
Пострање је насељено место у саставу општине Проложац, Сплитско-далматинска жупанија, Република Хрватска.

## Историја
До територијалне реорганизације у Хрватској налазило се у саставу старе општине Имотски.

## Становништво
На попису становништва 2011. године, Пострање је имало 1.390 становника.
| Број становника по пописима | Број становника по пописима | Број становника по пописима | Број становника по пописима | Број становника по пописима | Број становника по пописима | Број становника по пописима | Број становника по пописима | Број становника по пописима | Број становника по пописима | Број становника по пописима | Број становника по пописима | Број становника по пописима | Број становника по пописима | Број становника по пописима | Број становника по пописима |
| --------------------------- | --------------------------- | --------------------------- | --------------------------- | --------------------------- | --------------------------- | --------------------------- | --------------------------- | --------------------------- | --------------------------- | --------------------------- | --------------------------- | --------------------------- | --------------------------- | --------------------------- | --------------------------- |
| 1857                        | 1869                        | 1880                        | 1890                        | 1900                        | 1910                        | 1921                        | 1931                        | 1948                        | 1953                        | 1961                        | 1971                        | 1981                        | 1991                        | 2001                        | 2011                        |
| 590                         | 1.164                       | 551                         | 580                         | 547                         | 835                         | 1.772                       | 1.429                       | 667                         | 0                           | 0                           | 2.026                       | 2.183                       | 1.577                       | 1.589                       | 1.390                       |

Напомена: Исказује се од 1991. као самостално насеље настало издвајањем дела подручја насеља Доњи Проложац. До 1948. исказивано као самостално насеље. У 1953. припојено је насељу Доњи Проложац, где су и садржани подаци за 1953. и 1961.

### Попис1991.
На попису становништва 1991. године, насељено место Пострање је имало 1.577 становника, следећег националног састава:
| Попис 1991.‍   | Попис 1991.‍ | Попис 1991.‍ | Попис 1991.‍ | Попис 1991.‍ |
| ------------- | ----------- | ----------- | ----------- | ----------- |
|               |             |             |             |             |
| Хрвати        | Хрвати      |             | 1.558       | 98,79%      |
| Срби          | Срби        |             | 6           | 0,38%       |
| Чеси          | Чеси        |             | 4           | 0,25%       |
| непознато     | непознато   |             | 9           | 0,57%       |
| укупно: 1.577 |             |             |             |             |